# Regierung Lemass II
Die Regierung Lemass II war die 10. Regierung der Republik Irland, sie amtierte vom 11. Oktober 1961 bis zum 21. April 1965.
Bei der Parlamentswahl am 4. Oktober 1961 büßte die seit 1957 regierende Fianna Fáil ihre absolute Mehrheit ein und stellte noch 70 von 144 Abgeordneten. Seán Lemass, bereits seit 1959 Taoiseach (Ministerpräsident), wurde am 11. Oktober 1961 mit 72 gegen 68 Stimmen vom Dáil Éireann (Unterhaus des irischen Parlaments) als Regierungschef wiedergewählt. Die Mitglieder der Regierung wurden am Folgetag vom Präsidenten ernannt.

## Zusammensetzung
| Minister                                                                 | Minister                    | Minister | Minister         | Minister | Minister          |
| Amt                                                                      | Name                        | Partei   | Amtszeit         | Amtszeit | Amtszeit          |
| ------------------------------------------------------------------------ | --------------------------- | -------- | ---------------- | -------- | ----------------- |
| Taoiseach (Ministerpräsident)                                            | Seán Lemass                 | FF       | 11. Oktober 1961 | –        | 21. April 1965    |
| Tánaiste (Vizeministerpräsident) sowie Gesundheitsminister               | Seán MacEntee               | FF       | 12. Oktober 1961 | –        | 21. April 1965    |
| Finanzminister                                                           | James Ryan                  | FF       | 12. Oktober 1961 | –        | 21. April 1965    |
| Außenminister                                                            | Frank Aiken                 | FF       | 12. Oktober 1961 | –        | 21. April 1965    |
| Justizminister                                                           | Charles Haughey             | FF       | 12. Oktober 1961 | –        | 08. Oktober 1964  |
| Justizminister                                                           | Seán Lemass (kommissarisch) | FF       | 8. Oktober 1964  | –        | 03. November 1964 |
| Justizminister                                                           | Brian Lenihan               | FF       | 3. November 1964 | –        | 21. April 1965    |
| Landwirtschaftsminister                                                  | Patrick Smith               | FF       | 12. Oktober 1961 | –        | 08. Oktober 1964  |
| Landwirtschaftsminister                                                  | Charles Haughey             | FF       | 8. Oktober 1964  | –        | 21. April 1965    |
| Minister für Verkehr und Energie                                         | Erskine Childers            | FF       | 12. Oktober 1961 | –        | 21. April 1965    |
| Minister für Industrie und Handel                                        | Jack Lynch                  | FF       | 12. Oktober 1961 | –        | 21. April 1965    |
| Minister für lokale Verwaltung                                           | Neil Blaney                 | FF       | 12. Oktober 1961 | –        | 21. April 1965    |
| Minister für Soziales                                                    | Kevin Boland                | FF       | 12. Oktober 1961 | –        | 21. April 1965    |
| Minister für Land und die Gaeltacht                                      | Michael Moran               | FF       | 12. Oktober 1961 | –        | 21. April 1965    |
| Minister für Post und Telegraphie                                        | Michael Hilliard            | FF       | 12. Oktober 1961 | –        | 21. April 1965    |
| Bildungsminister                                                         | Patrick Hillery             | FF       | 12. Oktober 1961 | –        | 21. April 1965    |
| Verteidigungsminister                                                    | Gerald Bartley              | FF       | 12. Oktober 1961 | –        | 21. April 1965    |
| Staatssekretäre                                                          |                             |          |                  |          |                   |
| Amt                                                                      | Name                        | Partei   | Amtszeit         | Amtszeit | Amtszeit          |
| Parlamentarischer Sekretär beim Taoiseach und beim Verteidigungsminister | Joseph Brennan              | FF       | 12. Oktober 1961 | –        | 21. April 1965    |
| Parlamentarischer Sekretär beim Finanzminister                           | Donogh O’Malley             | FF       | 12. Oktober 1961 | –        | 21. April 1965    |
| Parlamentarischer Sekretär beim Minister für Land                        | Brian Lenihan               | FF       | 12. Oktober 1961 | –        | 21. Oktober 1964  |
| Parlamentarischer Sekretär beim Minister für Land                        | George Colley               | FF       | 21. Oktober 1964 | –        | 21. April 1965    |
| Parlamentarischer Sekretär beim Justizminister                           | Brian Lenihan               | FF       | 8. Oktober 1964  | –        | 03. November 1964 |

## Umbesetzungen
Am 8. Oktober trat Landwirtschaftsminister Patrick Smith zurück. Sein Nachfolger wurde Justizminister Charles Haughey, Ministerpräsident Seán Lemass übernahm kommissarisch das Justizressort. Der Parlamentarische Sekretär beim Minister für Land, Brian Lenihan, wurde zusätzlich Parlamentarischer Sekretär beim Justizminister. Am 21. Oktober folgte ihm George Colley als Parlamentarischer Sekretär beim Minister für Land.
Am 3. November löste Lenihan Lemass als Justizminister ab.